# Prehistòria de Malta

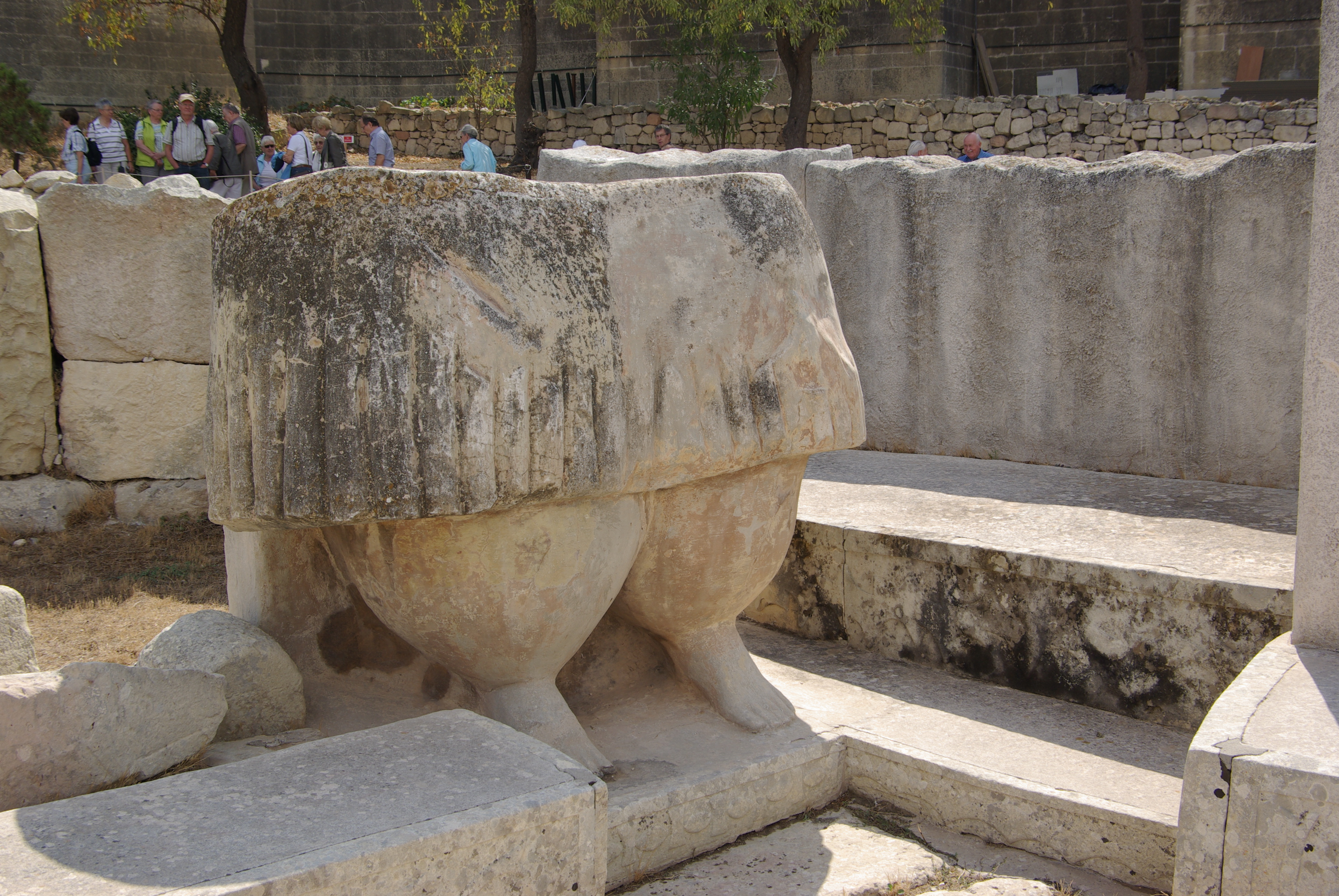
Restes arqueològiques a Tarxien.

L'arribada de l'home al Mediterrani central va ser relativament tardana. A Sicília les més antigues restes pertanyen al Paleolític Superior.

## Neolític
A Malta no es troba activitat humana fins al Neolític. Les restes millor datades pertanyen al període comprès entre els anys 5000 aC a 4500 aC i provenen de tribus que es van desplaçar des de Sicília en rudimentàries embarcacions i es van assentar tant en l'illa de Malta com en la de Gozo. Van portar amb ells llavors per al cultiu de gra i els primers animals de granja domèstics, igual que la tècnica de la talla de la pedra i una terrisseria molt rudimentària semblant a la trobada a Siracusa i Agrigent. La lava i l'obsidiana s'importaven des de la veïna illa. Es feien instruments tallants i s'exportaven tèxtils manufacturats. Al principi el reduït nombre de pobladors habitava en coves. Més tard es van construir petits llogarets a la part oriental de les illes. Els més antics signes d'enterraments s'han trobat a Skorba amb figuretes de terracota i una deessa mare similar a les que es poden trobar en altres punts de la Mediterrània durant la mateixa època, el que fa pensar en uns intercanvis culturals fluids i permanents.

## L'Era dels Temples
Quan a Sicília, sud d'Itàlia i les illes del voltant es desenvolupava l'Edat del Coure, Malta prosseguia amb l'ús de la pedra, el que va donar lloc a una de les cultures més singulars de la Mediterrània, l'anomenada Era o Edat dels Temples (4000 aC - 2500 aC), per les grans construccions megalítiques que es van dur a terme. La importació de materials continua, encara més accentuada que en el període anterior. Els pobladors coneixien de l'existència dels metalls i el seu ús, però van renunciar-hi, probablement per la necessitat d'importar-los. Des del 3600 aC al 3000 aC es produeix un extraordinari desenvolupament amb importants millores de les tècniques de cultiu i una organització política i social primitiva molt eficient.D'aquest període es data l'Hipogeu de Ħal-Saflieni l'únic temple soterrani conegut fins al moment.

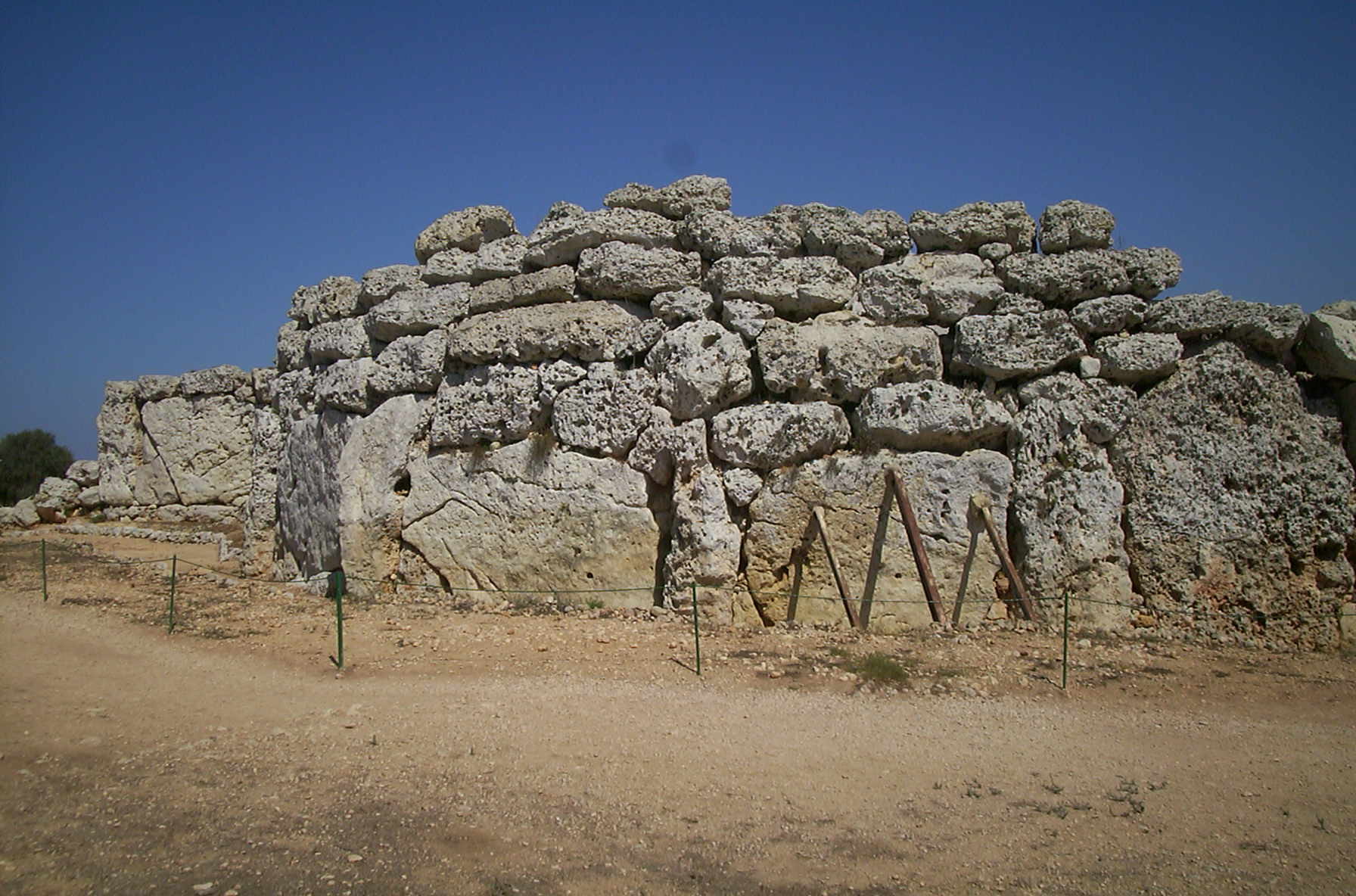
Temple de Ggantija.

De les construccions en pedra destaquen els temples de Mnajdra,Tarxien i Ġgantija, on les tècniques d'arquitectura es desenvolupen en la seva màxima esplendor en la prehistòria de les illes. Continuen les importacions de pedres i altres materials de Sicília, Lípari i Pantel·leria i els productes manufacturats segueixen sortint de l'illa, arribant fins i tot al sud-oest d'Itàlia. La desaparició brusca d'aquesta cultura s'ha atribuït a diversos factors: climatologia adversa durant uns anys amb escasses precipitacions, catàstrofes naturals (terratrèmols), sobreexplotació dels recursos, ruptura de la delicada estructura social, superpoblació, etcètera, si bé els historiadors conclouen que va haver de ser una suma de tots o alguns d'aquests factors.

## Edat del Bronze
Fins al 2500 aC les aldees malteses romanien sense cap defensa. A partir de l'edat del bronze s'estableixen palissades al llarg d'aquestes, el que assenyala una por a les invasions procedents dels seus veïns més propers. En aquest període es discuteix si les illes de Gozo i Malta van arribar a estar en algun moment no poblades. El que sembla cert és que la població era molt menor que en el període anterior. La nova societat té ara elements guerrers que no hi havia hagut anteriorment i que s'apliquen a utilitzar el bronze i el coure com a armes. No hi ha restes de construccions i s'aprofiten les ja existents, excepte alguns dòlmens repartits indiscriminadament per les illes. Aquesta cultura, més guerrera, és tecnològicament més endarrerida.
Entre el 1500 aC i el 725 aC, els pobles de les valls són abandonades en part per fer construccions més segures als turons, que són fortificats. A aquest moment corresponen algunes construccions ciclòpies que recorden la cultura minoica i que revelen els contactes des de l'any 1000 aC amb grecs, cretencs, micènics, habitants de Sicília i del sud-oest d'Itàlia.
A aquesta època corresponen les diverses llegendes que relacionen Malta amb els escrits d'Homer: n'hi ha que han cregut veure a l'illa de Gozo la llar d'Ogígia i d'Odisseu abans de tornar a la guerra de Troia. També seria l'illa de les sirenes que temptaven als viatgers i la que va acollir Enees abans de fundar Roma segons ho relata Ovidi.